# Wacław Borowski

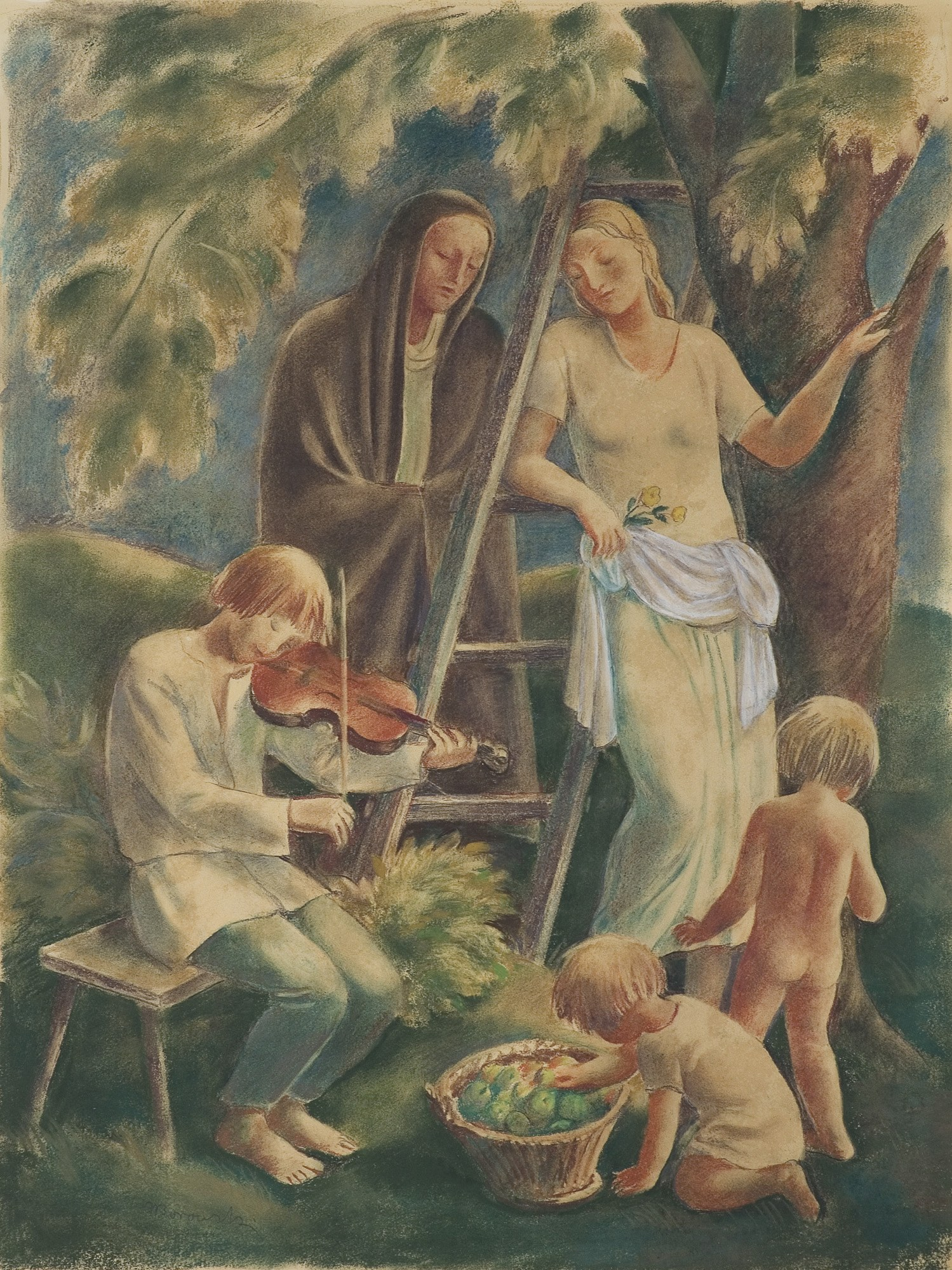
Fruchtsammlung, Abend, Herbst (1927)

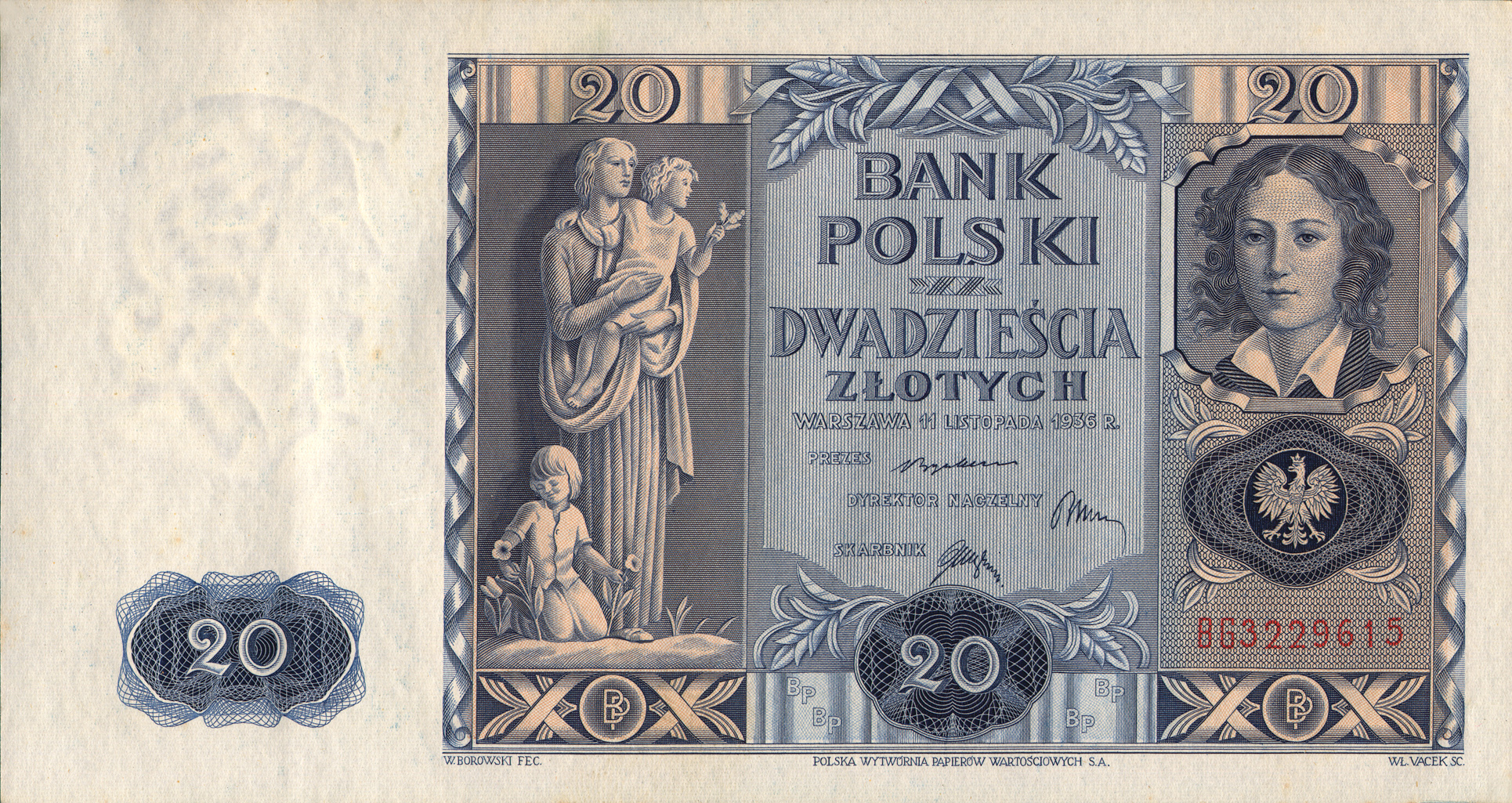
Von Borowski entworfene 20-Złoty-Banknote von 1936

Wacław Borowski (geboren 6. August 1885 in Łódź, Russisches Kaiserreich; gestorben 9. April 1954 Łódź) war ein polnischer Maler, Grafiker und Bühnenbildner. Er war einer der führenden polnischen Künstler der klassizistischen Periode Polens in den 1920er und 1930er Jahren. 

## Leben
Borowski studierte von 1905 bis 1909 Malerei an der Kunstakademie in Krakau im österreichisch-ungarischen Teil Polens unter Józef Mehoffer und Kunstgeschichte an der Jagiellonen-Universität. Von 1909 bis 1913 lebte er in Paris, wo er vor allem die alten Meister im Louvre kopierte. In seiner Pariser Zeit entwarf Borowski Titelseiten und Illustrationen für die Zeitschrift „Museion“, die die Wiedergeburt der Klassik propagierte. von 1914 bis 1919 lebte er in der Schweiz. Zwischendurch bereiste er Italien, um die Werke der Meister der Renaissance in ihren damaligen Lebensumgebungen zu studieren. 1920 war Borowski Freiwilliger im Polnisch-Sowjetischen Krieg. 1922 war er einer der Gründer der Warschauer Künstlergruppe „Rytm“ (polnisch: „Stowarzyszenie Artystów Polskich Rytm“), in der er sich – langjährig als deren Präsident – bis 1932 engagierte. Im Jahr 1926 trat er dem Verband bildender Künstler „RYT“ (polnisch: „Stowarzyszenia Artystów Grafików RYT“) bei, und seit 1932 war er Mitglied der Gesellschaft zur Förderung der Schönen Künste in Warschau. Zwischen 1927 und 1933 lehrte er am Warschauer Institut für plastische Kunst. 1932 nahm er mit einem Beitrag an den Kunstwettbewerben der Olympischen Sommerspiele in Los Angeles teil.
Seine Ästhetik des neuen Klassizismus basierte auf den Prinzipien der Renaissance, aber auch auf seiner Zeit in Paris, in der vor allem André Derain und Henri Matisse Einfluss auf ihn ausgeübt hatten. Mit Eugeniusz Zak verband ihn eine enge Freundschaft; gemeinsam entwickelten sie einen Ausdrucksstil mit einer idyllischen und lyrischen Stimmung, in der dieser Ausdruck des italienischen Quattrocento noch überhöht wurde. Neben Staffelgemälden schuf Borowski auch bedeutende Monumentalbilder. 1925 entstand die Wandmalerei im Saal des Donnerstag-Abendessens im Warschauer Königsschloss, neben vielen weiteren eine bedeutende im Cafe „Mała Ziemiańska“ in der Mazowiecka-Straße in Warschau (1927).
Borowski war auch als Bühnenbildner erfolgreich, besonders für das Teatr Polski in Warschau schuf er viele Bühnenbilder. Er war auch an der Gestaltung von Banknoten für die Polnische Banknotendruckerei beteiligt.